# Oratorio delle Anime
Das Oratorio delle Anime (Oratorium der Seelen) ist eine vorromanische Kirche in Massama, einem Vorort von Oristano, auf Sardinien. Es befindet sich in unmittelbarer Nähe der Pfarrkirche. Alle Indizien sprechen dafür, dass das Oratorium etwa im 8. Jahrhundert entstand; allerdings ist es erst seit dem 14. Jahrhundert aus Dokumenten nachzuweisen.
Das Oratorio delle Anime gehört nicht zu den für die angenommene Entstehungszeit typischen byzantinischen Zentralbauten (wie das Oratorio in Assemini), sondern fällt durch seinen Grundriss in Form eines ägyptischen Henkelkreuzes (Anch) völlig aus dem Rahmen.
Die Kirche war bis in die 1970er Jahre praktisch unbekannt. Renata Serra und Roberto Coroneo wiesen in einer Veröffentlichung von 2004 (Sardegna preromanica e romanica) erneut auf sie und eine Gruppe kleiner kreuzförmiger Kirchengebäude des Hochmittelalters auf Sardinien hin.
Das Oratorio delle Anime hat eine romanische Fassade und eine kleine Kuppel über dem achteckigen Tambour. Kleine Trompen (eingebaute Nischen) in der Ecke des Oktogons, das die runde Kuppel trägt, füllen den Übergang zum Kreis. Diese Konstruktionsform stammt aus der byzantinischen Welt. Daher wird angenommen, dass aus Spanien stammende bzw. vertriebene Westgoten die Bauweise mitbrachten. Darauf verweist auch die Mischung aus Balken- und Kuppeldecke, ein schlichter Fries und die Hufeisenform der Apsis.
Ein vergleichbarer Grundriss findet sich bei Santa Maria de Terrasa in Spanien, der auf westgotisch-arianische Elemente zurückgeht.